# Савет за штампу
Савет за штампу је независно, саморегулаторно тело које окупља издаваче, власнике штампаних и онлајн медија и професионалне новинаре. Основан је да би пратио поштовање Кодекса новинара Србије у штампаним и онлајн медијима и решавао жалбе појединаца и институција на садржаје штампаних медија. У надлежности Савета је и  медијација између оштећених појединаца, односно институција, и редакција, као и изношење јавних опомена за кршење етичких стандарда утврђених Кодексом новинара Србије. Савет за штампу се бави и едукацијом за поступање у складу са Кодексом новинара и ради на јачању улоге медија у Србији.

### О саморегулацији и саветима за штампу
Медијска саморегулација представља заједнички напор медијских професионалаца на успостављању добровољних уређивачких смерница и поштовању истих кроз процес учења који је доступан јавности. На тај начин независни медији прихватају свој део одговорности за квалитет јавне ријечи у земљи уз потпуно очување њихове уредничке аутономије у њеном обликовању. Већина савета за штампу у свету основана је првенствено да би се бавила саморегулацијом штампаних медија, јер је област електронских медија често законски уређена разним законима, директивама и другим прописима. Па ипак, скорашња дешавања у земљама у којима су штампани медији знатно инвестирали у електронске форме довела су до увођења прописа који регулишу узајамно власништво предузећа која издају штампу и радио-дифузних предузећа.
Принципи медијске саморегулације су утемељени у етичким правилима струке и аутономни  –  јер о свим питањима одлучују медијски професионалци (оређујући опсег својих надлежности и дефинишући етичке кодексе и механизме за њихово спровођење: саморегулаторна тела, њихове инструменте, процедуре и казне не мере).
Саморегулаторна пракса у онлајн  новинарству се  не разликује у односу на стандарде који су прописани за рад традиционалних медија, већ се они преузимају и прилагођавају технолошким специфичностима и различитим културолошким импликацијама глобалне мреже.

### Комисија за жалбе Савета за штампу
Комисија за жалбе је надлежна да одлучује о жалбама које се подносе поводом конкретног садржаја објављеног у медијима.
Комисија је надлежна да одлучује о оним објављеним садржајима медија над којима Савет за штампу има пуну или ограничену надлежност, у складу са Статутом Савета.
По пријему жалбе, генерални секретар савета (у даљем тексту: секретар) утврђује формалну исправност жалбе, и то:
- да ли је жалба благовремена;
- да ли садржи све елементе обавезне по члану три овог пословника;
- да ли је одлучивање по уложеној жалби у надлежности Комисије (да ли је медиј у којем је објављена информација штампани медиј или његово издање на било којој платформи, информативни портал или новинска агенција).[5]

### Ко све може поднети жалбу?
·        Сваки појединац, организација или институција, који су директно погођени објављеним садржајем на који се жале. Уколико подносите приговор у нечије име, морате обезбедити писану сагласност те особе.
·        Жалбу у име малолетног детета могу поднети родитељи или старатељи детета или неко трећи уз писану сагласност родитеља, односно старатеља.
·        Уколико објављени садржај повређује права одрђене групе људи, жалбу може поднети организација која се бави заштитом људских права.
·        Сваки члан Комисије за жалбе.

#### НА КОЈЕ САДРЖАЈЕ СЕ МОЖЕТЕ ЖАЛИТИ:
·        На текстове и фотографије објављене у дневној и периодичној штампи, на њиховим веб-сајтовима, као и на информативним порталима и новинским агенцијама.
·        На писма  или коментаре читалаца.

#### Како поднети жалбу?
Молимо Вас да уз писмо или или мејл у којем износите своју жалбу доставите и копију текста на који се жалба односи. Уколико имате и неке друге релевантне документе који би нам помогли у разматрању жалбе (на пример, ранију преписку са уредником), молимо Вас да нам их такође доставите.
Жалбу можете послати на адресу: Савет за штампу, Краљице Наталије 28, 11000 Београд или електронском поштом на
адресе: office@savetzastampu.rs или zalbe@savetzastampu.rs или попуњавањем обрасца на нашем веб-сајту: savetzastampu.rs/podnesite-zalbu
Подношењем жалбе прихватате и да ће она бити доступна јавности.
Пре него што пошаљете жалбу, молимо Вас да проверите:
·        да ли сте нам доставили копију текста или интернет-линк ка њему, као и да ли сте навели датум објављивања текста
·        да ли сте навели медиј у коме је текст објављен
·        да ли сте навели због чега верујете да је објављивањем текста прекршен Кодекс новинара.  